# Nature morte aux deux perdrix
La Nature morte aux deux perdrix, aux oignons et aux aulx avec vaisselle (Bodegón: dos perdices, cebollas, ajos y vasijas) est une huile sur toile (41,6 cm x 62,3 cm) de Luis Meléndez (1716-1780) conservée au musée du Prado de Madrid et datant des années 1770. Elle provient de la série de natures mortes réalisées pour le cabinet d'histoire naturelle du prince des Asturies (futur Charles IV d'Espagne) à Aranjuez.

## Description
Comme souvent, Meléndez place cette nature morte sur une table de cuisine de bois ; mais ici il montre du gibier, ce qui est fort rare dans son œuvre. Il s'agit de deux perdrix au milieu de la scène au plumage multicolore, les pattes et becs rouges. Celles de gauche a les ailes déployées en forme de cercle. L'artiste dispose des gousses d'ail et des oignons, ainsi que des petits papiers blancs servant à envelopper des condiments. Au fond dans un grand saladier d'Alcorcón, des assiettes de faïence dépassent, au bord légèrement ébréché. Elles proviennent de la faïencerie de Talavera de la Reina avec un décor au motif de coquelicot. Un autre récipient brun renversé sert de support aux perdrix. La composition est en diagonale de droite s'élevant vers la gauche ; tandis que la lumière provient d'une fenêtre invisible de la gauche. Les blancs sont lumineux et les gammes de bruns légers jusqu'au jaune pâle et à l'orange tendre illustrent la maîtrise de la couleur chez Meléndez, que l'on a pu surnommer « le Chardin espagnol ». Il joue ici avec les volumes, donnant un effet architectural parfaitement mis en valeur.

## Expositions
Ce tableau a notamment été présenté au public à Dublin (Luis Meléndez) de juin à septembre 2004 ; à Bruxelles (Silencio en el lienzo, la nature morte en Espagne du XVIIe siècle au XXe siècle) de février à mai 2018 et cette même exposition a été transportée à Turin de juin à septembre 2018.